# Scott D. Sundberg
Scott D. Sundberg (1954- 2004) fue un botánico estadounidense.
En 1986 obtuvo su PhD por la Universidad de Texas en Austin, con una tesis sobre taxonomía de plantas de Compositae. Fue profesor en la Universidad de Oregón, y trabajó para el herbario del Estado.
En 1994, inició el programa "Oregon Flora Project", de una nueva flora de Oregón, participando sesenta estudiantes y unos 230 voluntarios. Fue autor de 29 publicaciones.

## Algunas publicaciones
- m.a. Stapanian, s.d. Sundberg, g.a. Baumgardner, a. Liston. 1998. Alien plant species composition and associations with anthropogenic disturbance in North American forests. Plant Ecology 139:49-62

- g.l. Nbsom, y. Suh, d.r. Morgan, s.d. Sundberg, b.b. Simpson. 1991. Chloracantha, a new genus of North American Astereae (Asteraceae). Phytologia 70:371—380

- La abreviatura «S.D.Sundb.» se emplea para indicar a Scott D. Sundberg como autoridad en la descripción y clasificación científica de los vegetales.[2]